# 氟锑酸锍
氟锑酸锍是一种无机化合物，化学式为H3SSbF6，它是第一个被发现的稳定的锍盐。它可由硫化氢和五氟化锑在氟化氢中反应得到：
H2S + SbF5 + HF → H3S+SbF6−
它是四方晶系晶体，晶胞参数a=11.89 Å，c=10.51 Å，Z=8。其氘代化合物（D3SSbF6）是已知的。它和水反应，放出硫化氢。它在二氧化硫溶剂中和氯气反应，生成Cl3SSbF6。它和CH3SCl可以发生以下反应：
H3SSbF6 + 3 CH3SCl → [(CH3S)3S]SbF6 + 3 HCl